# Иван Хаджиберов
Иван Хаджибулов Иванов или Иван Хаджиберов е български търговец, индустриалец, дарител и общественик.

## Биография
Роден е в Габрово през декември 1858 г. в семейството на хаджи Беро Иванов, производител на брашно, търговец и кираджия и Иванка Минчева. Образованието си получава в частното училище на Неофит Соколски. По време на Руско-турската война от 1877 – 1878 г. е куриер в Българското опълчение. Почива на 5 март 1934 г. Изпратен е с вой на сирените на всички габровски фабрики и непрекъснат звън на църковните камбани.

## Професионална дейност
След Освобождението се занимава с търговия на риба, барут и хранителни стоки. Управлява мелницата на баща си от 1882 г. Поставя допълнителни сита и започва да произвежда брашно без трици. Участник е в Сръбско-българската война от 1885 г. През 1890 г. с брат си Димитър построяват валцова мелница. Мелницата е електрифицирана чрез закупеното от Германия през 1891 г. динамо и няколко електрически крушки с въглена пръчица, по този начин за първи път в България светва електрическа крушка. Съоръжението е смятано за първата водноелектрическа централа в България.

### Вълненотекстилна фабрика
През 1892 г. създава първата фабрика за фини вълнени платове в България „Първа царска придворна фабрика за текстилни платове“. Във фабриката е преместен доставеният през предишната година електрически генератор, с който се захранва нейната осветителна система. До 1902 г. я управлява в съдружие с внука на Христак Момерин Андрей Момерин. Използват се вносни материали от Австро-Унгария, Англия и Италия. В нея работят 12 работници на три дървени и два механични стана. Основният капитал на фабриката е 10 000 лева. 
По негова инициатива се произвеждат готови дрехи. Обзаведена е по английски образец.
През 1906 г. Хаджиберов построява на река Янтра, под село Джумриите, нова водноелектрическа централа - ВЕЦ „Устето“. Тя е оборудвана с три турбини по 80 конски сили с три генератора по 60 kVA. Стойността ѝ е около 300 000 златни лева. Освен собствената му фабрика, централата захранва и фабриките „Александър“ и „Успех“. Тя се използва и за осветление на централната градска част на Габрово, като става втората в България централа за обществено електроснабдяване след ВЕЦ „Панчарево“. Сградата на електроцентралата е изрисувана от германски художник с копие на картината „Богинята на електричеството“ на К. Шмит – Аврора, стъпила върху земното кълбо със светеща електрическа крушка в ръка. Под земното кълбо е нарисувано българско хоро, играно от строителите на централата, водени от Иван Хаджиберов. Картините са унищожени след национализацията, а цялата сграда е разрушена през 60-те години на XX век.
След обявяването на независимостта на 22 септември 1908 г., цар Фердинанд, на път за София, отсяда в дома на Иван Хаджиберов. През 1912 г., след многократни разширения на фабриката, в нея работят 280 работници, а капитала ѝ възлиза на 1,2 милиона лева. По време на Балканската, Междусъюзническата и Първата световна война е доставчик на платове за българската армия. През 1915 г. във фабриката работят 72 стана. Внася висококачествени мириносови прежди от Англия, чрез установените връзки с фирмата „Нормантон“. Поради обвинение по член 4 от Закона за съдене виновниците за народната катастрофа – „за забогатяване по време на война“, е арестуван през 1919 г. Прекарва девет месеца в предварителен арест. Оправдан е с амнистията от 26 юли 1924 г. През 1923 г. фабриката е опожарена, а след това и възстановена. През 1930-те години се произвеждат по около 120 km плат годишно. От април 1931 г. е преобразувана в акционерно дружество. Създадени са паркове, игрища за тенис на корт, жилища за работниците, читалищен салон, зоологическа градина, билярд, занималня и частно училище за децата на работниците и е организиран стол.
Останките на високата сграда от фабриката се намират на координати 42°54'11"N 25°19'23"E зад завод „Коста Стоев“.

## Обществена дейност
Иван Хаджиберов е сред основателите на Индустриална банка „Габрово“ и дългогодишен председател на библиотеката в Габрово. Той е финансов гарант за построяване на железопътната линия Царева ливада-Габрово. Дарява средства за изграждането на училището в Златари. Във фонда за строеж на театрално-библиотечна сграда внася 5000 златни лева.